# Suwa taisha

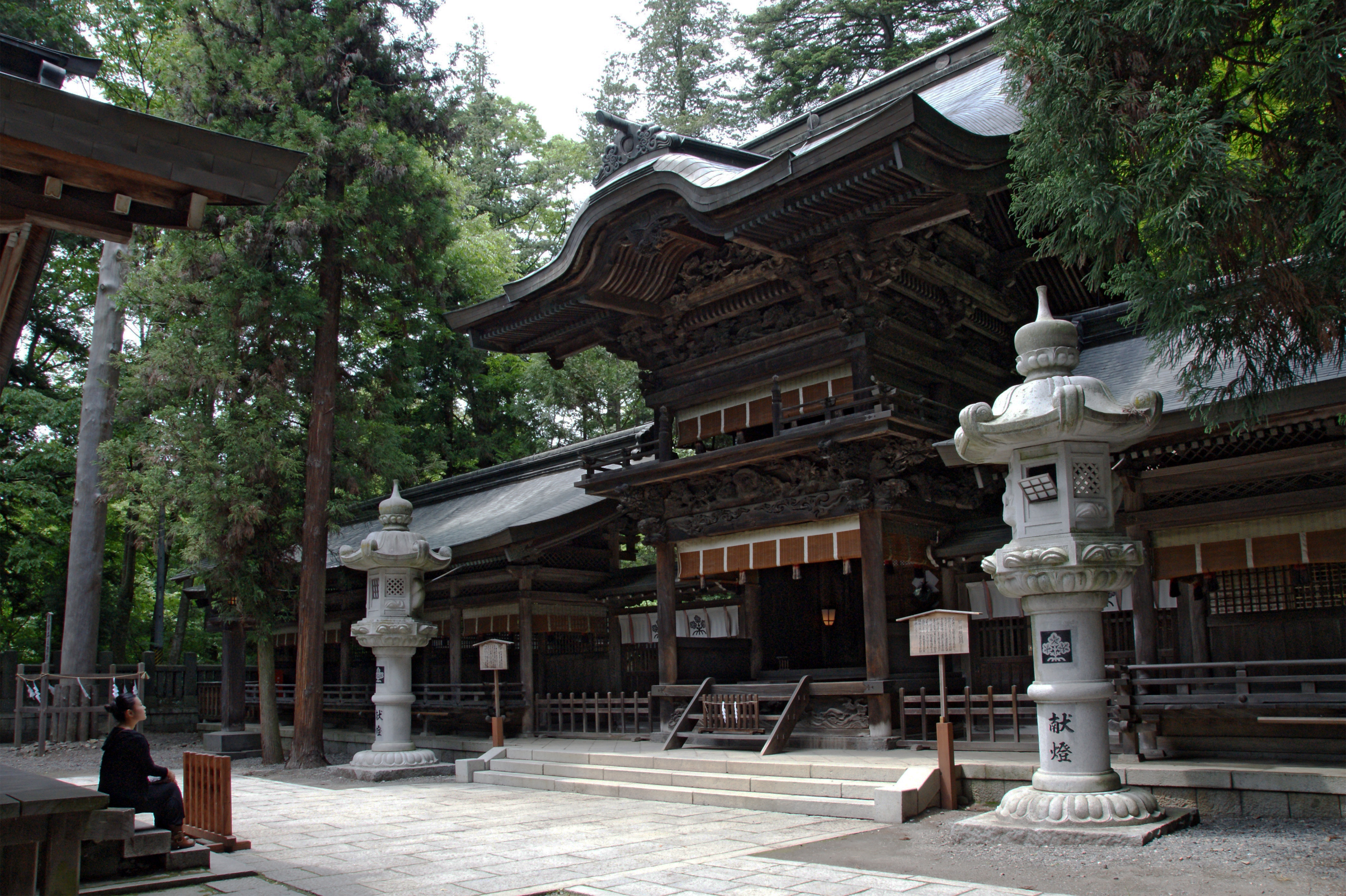
Harumiya hei-haiden

Suwa taisha (諏訪大社?), o gran santuario Suwa, es un santuario mayor sintoísta en la prefectura de Nagano, Japón. Cuenta con más de 1200 años de antigüedad, es uno de los santuarios más antiguos que existen, y se menciona en el Kojiki, un texto del siglo XVIII. Se compone de cuatro complejos de edificios, el Maemiya (前宮 lit. antiguo santuario?), el Honmiya (本宮 santuario principal?), el Harumiya (春宮 santuario primavera?), y el Akimiya (秋宮 santuario de otoño?).

## Historia
Al igual que otros de los santuarios más antiguos de Japón, Suwa taisha no tiene un honden, el edificio que normalmente consagra un santuario de kami. Y es que sus objetos de culto (shintai) son la montaña del santuario que se encuentra en el (Kamisha) y un shinboku (神木 árbol divino?) (Shimosha).
El santuario de Suwa fue designado como santuario sintoísta principal (ichinomiya) para la ex provincia de Shinano.
Desde 1871 a través de 1946, Suwa fue designado oficialmente uno de los Kanpei-taisha (官幣大社?), lo que significa que se situó en el más alto rango del moderno sistema de clasificación de santuarios Shinto importantes.

## Santuarios Suwa
Los santuarios dependientes del Suwa taisha se encuentran en Chino, Suwa y Shimo Suwa.
Suwa taisha es la capilla principal de la red de Suwa de santuarios, compuesta por más de 10 mil santuarios individuales.

## Festivales
Suwa taisha es el foco de la famosa fiesta Onbashira, que se celebra cada seis años. El Ofune Matsuri, o en barco festival, se celebra el 1 de agosto, y el Senza Matsuri festival se celebra el 1 de febrero para mover ritualmente los espíritus entre los santuarios Harumiya y Akimiya.